# 자동 주차

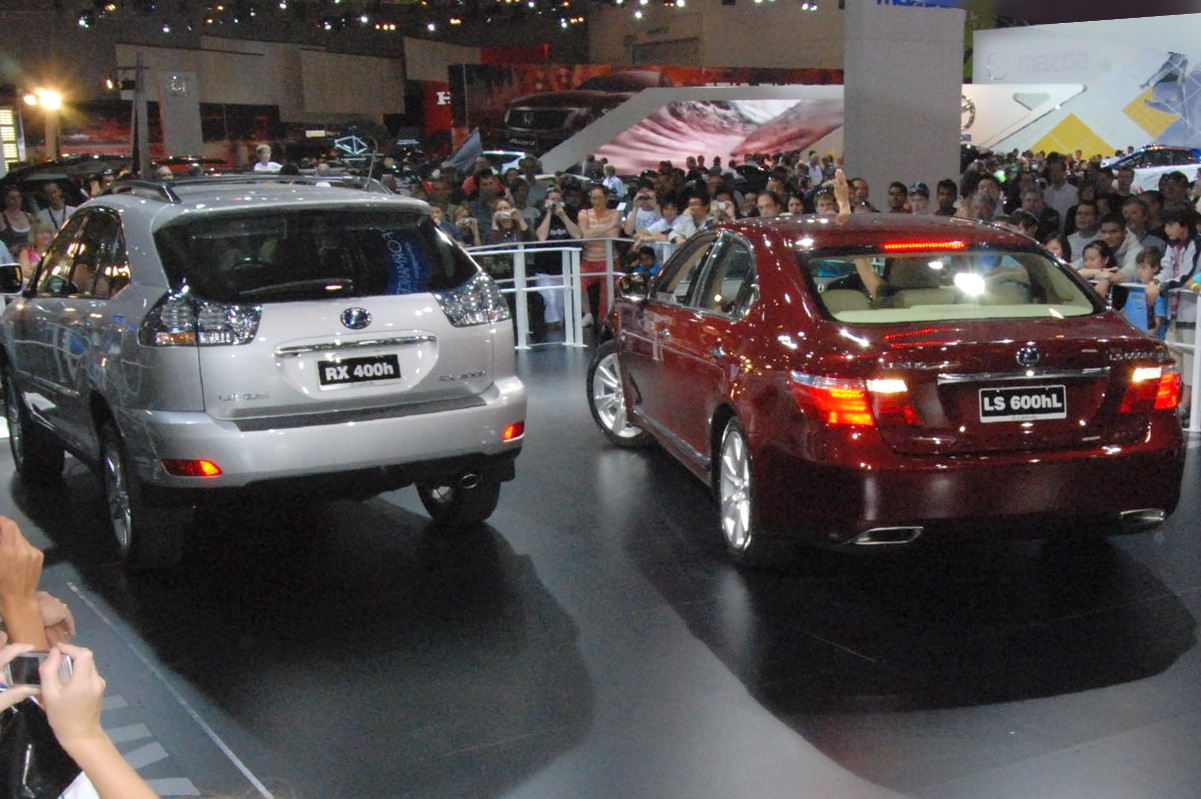
2008년, 렉서스 LS가 자동 주차 기능을 선보였다.

자동 주차(영어: Automatic parking)는 사람의 조작이 없이 자동차를 도로에서 주차공간으로 이동시키는 자율주행 시스템이다. 이 기능은 차량을 운전하는 데 많은 주의와 경험이 필요한 제한된 환경에서 주차의 편안함과 안전을 향상시키는 것을 목표로 한다.
자동 주차는 차량을 차선에서 주차 지점으로 이동하여 평행, 직각 또는 각도 주차를 수행하는 자율 차량 조종 시스템이다. 주차 조작은 사용 가능한 공간 내에서 충돌 없는 움직임을 보장하기 위해 환경의 실제 상황을 고려한 조향 각도 및 속도의 조정 제어를 통해 달성된다.
여러 자동차 제조업체가 차량에 AVP(Automated Valet Parking, 자동 주차 대행) 시스템의 제한된 버전을 추가했다. 이 시스템을 사용하면 차량에 운전자가 없어도 자동차가 특정 주차장이나 차고에 스스로 주차할 수 있다.

## 장착한 자동차
세계 최초의 자동 평행 주차 실험 프로토타입 중 하나는 1990년대 중반 INRIA의 전기 자동차 Ligier에서 개발되었다. 오늘날 자동차에 자동 주차 옵션을 제공하는 주요 자동차 제조업체에서는 기본 기술을 채택했다.
2003년, 토요타 프리우스 하이브리드 차량에서 자동 주차 보조 시스템이라는 이름으로 탑재해서 최초 출시했다.
차세대 주차 제어시스템은 차량 전폭 기준 좌우 40cm의 공간이 있을 경우 작동되는 협로주행과 전진 주행 경로를 실시간으로 저장 후 이를 기반으로 후진 경로를 생성하고, 스티어링 휠과 차량 속도를 자동 제어하며 후진하는 후방자율주행 등이 통합됐다. 협로주행 및 후방자율주행 기능은 전후 측방 총 12개의 근접 초음파 센서와 차량 내부 가속도계 센서, 휠 펄스 센서를 활용하고 소프트웨어 로직과 제어시스템을 기반으로 자율주행을 수행한다. 이 외에 원격 자동주차 시스템, 3D 서라운드 뷰 모니터, 후방충돌 방지 등이 적용됐다.

## 같이 보기
- 첨단 운전자 보조 시스템
- 무인 자동차
- 사각지대
- 주차 조향 보조 시스템
- 백미러
- 사이드 미러
- 소나